# Serpho matthewsi
Serpho matthewsi är en snäckart som beskrevs av Suter 1909. Serpho matthewsi ingår i släktet Serpho och familjen Charopidae. Inga underarter finns listade i Catalogue of Life.